# Даніел Варужан
Даніе́л Варужа́н (з.-вірм. Դանիէլ Գրիգորի Վարուժան, спправжнє прізвище Чубуккаря́н з.-арм. Չպուքքարեան; нар. 20 квітня 1884 — пом. 26 серпня 1915) — вірменський поет, один з найбільш значних вірменських поетів XX століття. У віці 31 року, коли він досяг міжнародної слави, був депортований і вбитий молодотурецьким урядом у рамках офіційно спланованого та проведеного геноциду вірменів.

## Біографія

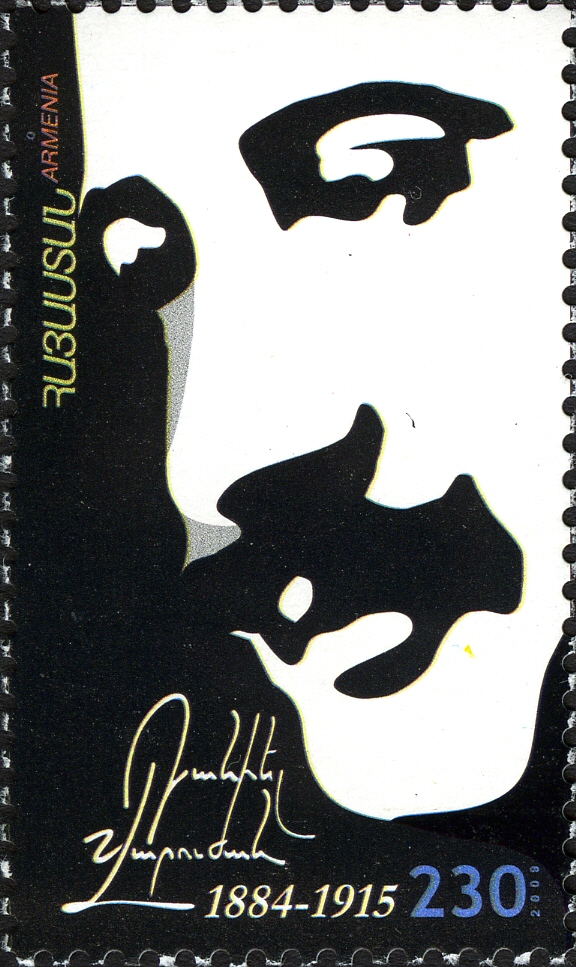
Д. Варужан на поштовій марці Вірменії. 2009 р.

Народився 20 квітня 1884 року в с. Бргник (Сіваський вілайєт Османської імперії) в селянській родині.
Освіту здобув у вірменських навчальних закладах Константинополя (нині Стамбул), в школі мхітаристів у Венеції і в Гентському університеті (Бельгія).
В 1904 році Даніел Варужан розпочав літературну діяльність.
В 1909–1915 роках займався викладацькою діяльністю.
В 1915 році став жертвою геноциду вірменів в Османській імперії.

## Пам'ять
- У 2000 та 2009 роках були випущені поштові марки Вірменії, присвячені Д. Варужану.

### Літературні праці
- Дрожу (збірка віршів, 1906)
- Погром (зб. віршів, 1908)
- Серце нації (зб. віршів, 1909)
- Язичницькі пісні (зб. віршів, 1912)
- Пісня хліба (вид. 1921)
- Із західно-вірменської поезії. Єреван, 1979
- Різанина (зб. віршів, пер. Р. Кубатьяна, видання 1985 року)
- Перерва
- 1-е Травня
- Вмираючий робітник
- Працівниця

та інші

### Зібрання творів
- Даніел Варужан Полное собрание сочинений в 3 томах / [Редкол.: Асмарян Л. А. и др.]; АН АрмССР, Ин-т лит. им. М. Абегяна. — Ереван: Изд-во АН АрмССР, 1986.
  - Т. 2: [Стихи / Ред. А. С. Шакурян; Примеч. Д. М. Мирзабекяна]. — Ереван: Изд-во АН АрмССР, 1986. — 448 с.; ил. В пер. — 50 000 экз.

- Даніел Варужан Вірші / Пер. з вірм. Б. Окуджави. — М.: Художня література, 1984. — 222 с.: іл.; В пер.

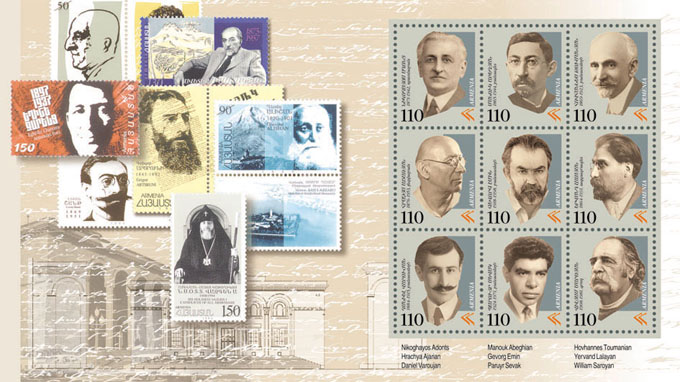
Микола Адонц, Манук Абегян, Ованес Туманян, Рачія Ачарян, Геворг Емін, Ерванд Лалаян, Варужан, Паруйр Севак, Вільям Сароян

- Le chant du pain (Marseilles: Editions Parentheses, 1990)
- Il canto del pane (Milan: Edizioni Angelo Guerini e Associati, 1992)
- Artsivneru karavane (Erevan: «Hayastan» Hratarakchutyun, 1969)
- Banasteghtsakan erker (Antelias: Tp. Kilikioy Katoghikosutean, 1986)
- Banasteghtsutyunner (Erevan: Haypethrat, 1955)
- Dzon (Erevan: Hayastan Hratarakchutyun, 1975)
- Erker (Erevan: "Hayastan, " 1969)
- Erker (Jerusalem: "Haralez Hratarakchutiwn, " 1973)
- Erker (Erevan: «Sovetakan Grogh» Hratarakchutyun, 1984)
- Erkeri liakatar zhoghovatsu: erek hatorov (Erevan: Haykakan SSH GA Hratarakchutyun, 1986, 1987)
- Harche (Erevan: Haypethrat, 1946)
- Harche (Beirut: Tparan Etvan, 1952)
- Harche (Erevan: «Sovetakan Grogh» Hratarakchutyun, 1977)
- Hatentir (Istanbul: Grakan Akumb-Zhamanak Gortsaktsutiwn, 1994)
- Hatintirner (Istanbul: Zhamanak, 1994)
- Hatsin erge (Jerusalem: Tparan Srbots Hakobeants, 1950)
- Hatsin erge (Erevan: Haypethrat, 1964)
- Hayin erge (Constantinople: O. Arzuman, 1921)
- Hetanos erger (Ghalatia [Constantinople]: Tpagrutiwn «Shant», 1912)
- Hetanos erger (Jerusalem: Tparan Srbots Hakobeants, 1953)
- Hetanos erger; Hatsin erge: hatuatsner (Venice-S. Ghazar: Mkhitarean hratarakutiwn, 1981)
- Namagani (Erevan: Haypethrat, 1965)
- Namakani (Erevan: Hayastan hrtrkchtn, 1965)
- Poemes Varoujean (Beirut: Impr. Hamaskaine, 1972)
- Sarsowrhner ([Jerusalem:] Srbots Hakobeants, 1950)
- Sarsurner; Tseghin sirte: hatuatsner (Venice-S. Ghazar: Mkhitarean hratarakutiwn, 1981)
- Tseghin sirte (Constantinople: Hratarakutiwn Artsiw Zogh. Gravacharanotsi, 1909)
- Tseghin sirte (Jerusalem: Tparan Srbots Hakobeants, 1953)
- Varoujean: poems (Beirut: Impr. Hamaskaine, n.d.)